# Alphonsine Strozzi
Alphonsine Strozzi, död 1586, var en fransk hovfunktionär. Hon var Première dame d'honneur till Katarina av Medici 1578-1586.

## Biografi
Alphonsine Strozzi var dotter till Roberto di Filippo Strozzi och Maddalena di Pierfrancesco de' Medici, och gifte sig med Scipion de Fiesque, Greve de Callestan, Herre av Bressuire och Louroux (1528-1598). Hon var därmed kusin till Lorenzino de' Medici och Frankrikes drottning Katarina av Medici.
Hon tillhörde den italienska kretsen av förtrogna kring Katarina. Hon anlände till hovet och anställdes i Katarinas hushåll 1566, och utnämndes 1571 till hovdam hos Elisabet av Österrike; när denna 1575 lämnade Frankrike anställdes hon hos nästa drottning, Louise av Lorraine.
Hon efterträdde 1578 Philippes de Montespedon som Première dame d'honneur till Katarina av Medici; hennes make var samtidigt anställd som chevalier d'honneur hos Katarina.
Hon avled i pesten i maj 1586. Katarina agerade sedan beskyddare för hennes efterlämnade barn.